# Johann Walther (Stiftsherr)
Johann Walther (getauft 17. Juni 1685 in Tanne (Harz); † 15. Mai 1754 in Goslar) war Stiftsherr am evangelischen Petersbergstift in Goslar.

## Leben
Johann Walther war der 2. Sohn von Gabriel Bernhard Walther (1652–1728), der Oberfaktor in Tanne gewesen war, und der Barbara Sophia geb. von Windheim (geb. 1658).
Er erhielt eine Ausbildung an der Klosterschule in Ilfeld. Dort ist sein Eintritt für 1702 belegt. Nach Abschluss des Theologiestudiums trat er 1714 die Nachfolge des Stiftsherren Schlanbusch im St. Petersbergstift in Goslar an, wo er 30 Jahre in verschiedenen Kirchenämtern wirkte. In dieser Zeit war er auch als Religionslehrer tätig.